# Mato Kósyk
Mato Kósyk (w niem. Matthäus Kossick), ur. 18 czerwca 1853 we Wjerbnie (niem. Werben), zm. 22 listopada 1940 w Albion w Oklahomie) – dolnołużycki poeta.

## Życiorys
Kósyk pochodził z chłopskiej rodziny. Po ukończeniu szkoły podstawowej rozpoczął naukę w gimnazjum, jednak przerwał ją w 1873 rozpoczynając pracę na lipskiej kolei. W tym też czasie powstały pierwsze utwory poetyckie Kósyka. W 1877 wrócił do Wjerbna, gdzie zajmował się pracą literacką, współpracując z redakcjami łużyckich czasopism. W 1880 został redaktorem pisma „Bramborske Nowiny”, jednak praca ta nie zapewniała mu wystarczających dochodów do utrzymania się. Z tego też względu, a także z powodu braku matury, co uniemożliwiało mu podjęcie upragnionych studiów teologicznych, w 1883 zdecydował się na emigrację do Stanów Zjednoczonych.
W Ameryce studiował teologię ewangelicką najpierw w Springfield, później w Chicago. W 1885 został wyświęcony i objął swą pierwszą parafię w Wellsburgu. Wkrótce jednak potem wrócił na Łużyce, pragnąc tutaj objąć jakąś parafię i mieć do czynienia ze swymi rodakami. Plany te jednak spełzły na niczym, ponieważ przedstawiciele lokalnego kościoła nie chcieli uznać jego amerykańskiego wykształcenia. W rezultacie w 1887 ponownie wyjechał do USA.
Kósyk do 1913 pracował w niemieckojęzycznych parafiach Ameryki. W 1890 ożenił się z Anną Wehr, a rok później urodził mu się jedyny syn, Juro (Georg), który zmarł niedługo potem (1915). Od 1892 Kósyk pozostawał w ożywionych kontaktach listowych z literackimi kręgami Łużyc (m.in. z pastorami: Bernhardem Kruschwitz z Wjerbna i Gottholdem Schwelą z Dešna/Dissen), pod ich wpływem wrócił także do literatury. W 1913 kupił w miejscowości Albion farmę, gdzie mieszkał aż do śmierci.
We wsi Brjazyna/Briesen znajduje się szkoła jego imienia (wmurowana tablica pamiątkowa); w 2003 odsłonięto nowy pomnik ku czci Kósyka w jego rodzinnej wsi Wjerbno.

## Charakterystyka twórczości
Mato Kósyk uznawany jest za jednego z najwybitniejszych, jeśli nie za najwybitniejszego, z poetów tworzących w języku dolnołużyckim. Opublikował wiele drobnych utworów oraz kilka większych dzieł, należących do klasyki literatury dolnołużyckiej. Do najwartościowszych utworów Kósyka zalicza się m.in. obszerny, wierszowany utwór pisany heksametrem, pt. Łużyckie wesele w Błotach, zawierające barwne opisy ludowych obyczajów oraz sugestywne szkice rzeczywistości łużyckiej wsi drugiej połowy XIX w. Do nieco mniej udanych utworów Kósyka należy trylogia historyczna, złożona z trzech obszernych poematów, osnutych na średniowiecznych dziejach Łużyczan, nazwana Cierpienie i chwała łużyckich przodków (dłuż. Serbskich woścow śerpjenje a chwalba), na którą składają się utwory: Upadek Braniboru, Zdrada margrabiego Gerona oraz Jacsław. Za bardzo wartościową część twórczości Kósyka uważane są listy, pisane przez długie lata do najwybitniejszych przedstawicieli łużyckiej inteligencji przełomu XIX i XX w., m.in. Bogumiła Šwjeli.

## Dzieła
- 1880 – Wesele łużyckie w Błotach (dłuż. Serbska swajźba w Błotach)[1]
- 1881 – Zdrada margrabiego Gerona (dłuż. Pśerada markgroby Gera)
- 1882 – Upadek Braniboru (dłuż. Branibora pad, wydane drukiem dopiero w 1956 r.)
- 1893 – Zbiór dolnołużyckich poezji (dłuż. Zběrka dolnoserbskich pěsnjow)
- 1929–1930 – Poezja (dłuż. Pěsni, t. I-II)

W przekładzie na język polski ukazało się kilka wierszy Kósyka oraz fragmenty poematu Zdrada margrabiego Gerona, zamieszczone w Antologii poezji łużyckiej w opracowaniu Wilhelma Szewczyka, Katowice 1960.